# Лукач, Петер
Пе́тер Лу́кач (венг. Lukács Péter; 9 июня 1950, Будапешт) — венгерский шахматист, гроссмейстер (1986).
Лучшие результаты в чемпионатах Венгрии: 1980 — 1-е; 1982 — 3-е места. В составе команды «Спартакус» (Будапешт) победитель Кубка европейских клубов (1982).
Лучшие результаты в других международных соревнованиях: Будапешт (1974) — 1-е; Градец-Кралове (1974) — 1—3-е; Ибс (1976), Перник (1977) и Бухарест (1983) — 1-е; Поляница-Здруй (1984) — 6-е; Марибор (1985) — 2-е; Гавана и Поляница-Здруй (1986) — 1—2-е; Будапешт (1987) — 1-е; Врнячка-Баня (1987) — 3—4-е; Сезимбра (1987) — 2—3-е места.

## Изменения рейтинга
| Графики недоступны из-за технических проблем. См. информацию на Фабрикаторе и на mediawiki.org. |